# عبد الجبار الدراجي
عبد الجبار الدراجي (1936 - 2015) هو فنان عراقي، لقب بممهد الأغنية العراقية الحديثة. ويعدّ من زمن عمالقة الغناء العراقي أمثال حضيري أبو عزيز وداخل حسن وناظم الغزالي. وقد استحدث الدراجي نوعًا جديدًا من الغناء يجمع ما بين الغناء الريفي والمدينة لذلك كانت أغنياته محبوبه من قبل الجميع في الأوساط العراقية.

## سيرة
ولد في العام 1936 في جانب الكرخ ببغداد. وترك بغداد وهو في السابعة من عمره إلى كركوك. في العام 1958 عاد إلى بغداد ومن هنا كانت البداية.

## نشاطه
قدم الدراجي إلى الإذاعة العراقية عام 1959 أغنية (تانيني صحت عمي يا جمال) وهي من كلماته وألحانه، بعد ذلك غنى (ماريد المايردوني)، (علمتني اشلون احبك)، (اشكول للناس لو عنك يسالوني)، (صبحة) وجميع هذه الأغاني من تلحينه. أما أغنيته (خي لاتسد الباب) التي غنتها بعد ذلك المطربة فايزة احمد فهي كانت من ألحان رضا علي.
لحن الدراجي أغنية (نازل ياقطار الشوق) للفنان المصري إسماعيل شبانة وبعدها غناها الفنان عبد الزهرة مناتي وقد سجلها الدراجي بعد ذلك بصوته. كذلك لحن الدراجي للمطرب عبد الصاحب شراد أول أغنية له وهي (تطلع شمس وتغيب)، ولحن للمطربة عفيفة اسكندر أغنية (يا يمة انطيني الدربين).

## وفاته
توفي الفنان العراقي عبد الجبار الدراجي سنة 2015 عن عمر ناهز الـ79 عاما بعد صراع مع المرض في إحدى مستشفيات العاصمة الأردنية عمان 

## من أعماله
- «علّمتني شلون أحبك»
- «صبّرتني بكلمه حلوة»
- «دكتور جرحي الأوّلي عوفة»
- «شكول للناس لو عنّك يسألوني»
- *«تانيني صحت عمي يا جمّال»
- «ما ريد الما يريدوني»
- «نازل يا قطار الشوق» - ألفها ولحنها للفنان المصري إسماعيل شبانة
- «يا يمة انطيني الدربين» - ألفها ولحنها للفنانة العراقية عفيفة اسكندر
- «خي لاتسد الباب» - ألفها ولحنها للفنانة السورية فايزة أحمد